# Hostel
Hostel è un film del 2005 diretto da Eli Roth, che ne ha curato anche sceneggiatura e produzione.

## Trama
Due ragazzi statunitensi, Paxton e Josh, sono al loro primo viaggio Interrail in Europa. Qui conoscono Oli, un ragazzo islandese che si unisce a loro. Ad Amsterdam, durante una delle nottate a base di sesso e droga al quartiere a luci rosse (il De Wallen), capita loro di rimanere fuori dall'ostello in cui alloggiano poiché l'orario per rientrare è scaduto. Un ragazzo li chiama dalla finestra e si offre di ospitarli, informandoli poi dell'opportunità di recarsi in Slovacchia, in un ostello vicino a Bratislava, abitualmente frequentato da ragazze bellissime e disponibili.
Durante il viaggio in treno i tre incontrano uno strano uomo d'affari olandese. L'uomo inizia a corteggiare Josh, che lo respinge bruscamente. Giunti all'ostello slovacco, scoprono che dovranno condividere la loro stanza con due avvenenti ragazze, Natalya e Svetlana. I ragazzi passano poi una serata in discoteca, durante la quale Josh viene aggredito da una baby gang locale e aiutato poi dall'olandese che aveva conosciuto in treno. Il mattino seguente, Oli pare scomparso e gli impiegati della reception, interrogati da Josh e Paxton, li informano che il loro amico ha pagato il conto ed è andato via.
Più tardi i due credono di scorgere Oli, ma dopo averlo inseguito scoprono che si tratta di un ragazzo che indossa il suo stesso giubbotto. Subito dopo ricevono un MMS dall'amico con scritto "I go home", ma nella scena successiva si vede la testa mozzata di Oli e un carnefice che si dirige verso una ragazza asiatica per tagliarle un dito del piede. Invitati ancora dalle ragazze in discoteca, Josh e Paxton vengono drogati e svengono. Paxton rimane chiuso per sbaglio in un ripostiglio della discoteca, mentre Josh si sveglia legato a una sedia, dove l'uomo d'affari del treno lo sevizia, perforandogli il corpo con un trapano e tagliandogli i tendini di Achille, per poi ucciderlo tagliandogli la gola con un bisturi.
Il giorno seguente, dopo aver denunciato inutilmente alla polizia l'accaduto, Paxton chiede delucidazioni alle due ragazze, le quali affermano che i suoi amici si sono recati ad una mostra. Natalya si offre di portarlo sul posto ma, una volta giunti, qualcosa di strano si palesa agli occhi del ragazzo: l'edificio che dovrebbe ospitare la mostra appare come una vecchia fabbrica in stato di abbandono e il parcheggio antistante è pieno di automobili lussuose e facoltosi uomini d'affari. Quando Paxton entra, scopre che quello è un luogo di torture e vede l'olandese del treno sezionare il cadavere dell'amico sparito. Cerca di scappare, ma due guardiani lo bloccano e lo legano ad una sedia.
Poco dopo arriva il suo carnefice, un tedesco che per una sorta di feticismo si eccita a sentir soffrire e implorare in lingua inglese. Paxton conosce la lingua tedesca e cerca di persuaderlo a liberarlo, ma ottiene soltanto di farsi chiudere la bocca con una ball gag. Il torturatore comincia le sevizie, dapprima spaventandolo con delle forbici, quindi, dopo averlo colpito al petto con un bastone uncinato, prende una pistola e gliela punta alla testa. In seguito, brandisce una motosega e gli mozza l'anulare e il mignolo della mano sinistra, ma così facendo taglia anche le manette che lo tenevano imprigionato.
Tuttavia, il carnefice cade scivolando sulla pozza di sangue provocata dall'amputazione e la motosega lo mùtila alla gamba. Paxton riesce a liberarsi e ad ucciderlo con un colpo di pistola alla testa. Un guardiano, mentre sta guardando un filmato porno, sente un grido in tedesco ed entra nella stanza. Paxton gli ha teso però una trappola e lo uccide con due colpi di pistola mentre osserva il corpo del boia morto. Durante la fuga finisce nella stanza dove un uomo brucia i cadaveri in un forno crematorio e, dopo essersi nascosto fra i corpi, lo uccide con una martellata. Si ritrova nello spogliatoio dei torturatori dove incontra un uomo che, credendolo uno di loro, gli parla dei suoi metodi di tortura.
Da quell'uomo, Paxton viene a conoscenza dell'Élite Hunting Club, una sorta di società segreta i cui membri pagano ingenti somme per torturare ignari turisti. La polizia ne è al corrente ma è corrotta. Il ragazzo riesce a fuggire all'esterno, ma, sentendo le urla di una ragazza, decide di tornare a salvarla. Entrando nella stanza trova l'uomo appena incontrato intento a torturare Kana, una ragazza giapponese conosciuta nell'ostello: le sta bruciando il viso con una fiamma ossidrica, facendole perdere un occhio. Il ragazzo uccide l'uomo con la sua pistola, che aveva lasciato negli spogliatoi. Dopo avere tagliato il bulbo oculare che pendeva dall'orbita di Kana, Paxton fugge con la ragazza.
I due rubano un'auto dal piazzale del luogo di tortura e fuggono in città, inseguiti. Qui incontrano le due ragazze, Svetlana e Natalya, assieme al ragazzo di Amsterdam. Indicando che tutti loro erano stati colti in una trappola fin dall'inizio. Paxton, accecato dall'odio, li investe tutti, uccidendoli. Grazie all'aiuto della baby gang, riescono poi a liberarsi degli inseguitori e a raggiungere la stazione ferroviaria. Qui la giovane giapponese vede il suo volto martoriato riflesso in un vetro e si suicida gettandosi sotto un treno. Il suicidio distrae la polizia e il ragazzo riesce così a salire sul treno, abbandonando la città. Durante il viaggio, Paxton si accorge che sul suo stesso treno c'è anche il torturatore olandese. Quando il treno giunge a Vienna, lo segue nei bagni della stazione, dove lo assale, gli taglia due dita con un bisturi, lo affoga nel gabinetto. L'olandese osserva il riflesso e lo riconosce. Spaventato implora pietà, ma Paxton lo sgozza, uccidendolo, vendicando il suo amico Josh. Risale infine in treno e si da alla fuga, facendo perdere le sue tracce.

## Produzione
Dopo aver visto il precedente film di Roth Cabin Fever, Quentin Tarantino propose al regista una collaborazione. In quel periodo, Roth aveva ricevuto svariate proposte relative alla direzione di remake di film horror, tuttavia Tarantino insistette affinché il regista puntasse su un'opera originale prodotta da lui. Eli Roth puntò allora su qualcosa che traesse ispirazione dal fenomeno del murder vacation, con il quale si era imbattuto durante una ricerca sul deep web. Il budget impiegato per l'opera fu di 4,8 milioni di dollari. In un primo momento il regista aveva intenzione di girare il film con la tecnica del falso documentario, ma poi accantonò l'idea. Le riprese si sono svolte quasi interamente in Repubblica Ceca, nella città di Český Krumlov.
Eli Roth ha dichiarato in una intervista al festival del cinema horror di Sitges che l'ispirazione per girare il film è nata leggendo i contenuti di un sito Internet, che concedeva la possibilità in Thailandia di uccidere un uomo pagando 10000 $.

## Distribuzione
Poiché nel film compaiono svariate scene di tortura e di violenza, all'ingresso dei cinema insieme al biglietto fornivano un sacchetto per vomitare.

### Divieti
Il film in Italia venne vietato ai minori di 14 anni nonostante la violenza estrema e il sesso esplicito .

## Accoglienza

### Critica
Il sito Rotten Tomatoes riporta che il 60% delle 104 recensioni professionali ha dato un giudizio positivo sul film; su Metacritic il film detiene un punteggio del 55 su 100, basato sul parere di 21 critici.

### Incassi
Complessivamente, il film ha incassato 80,6 milioni di dollari al botteghino, superando notevolmente quanto speso per la sua produzione.

## Riconoscimenti
- 2007 –  Saturn Award
  - Candidatura per miglior film horror
- 2005 –  Fantastic Fest
  - Miglior film
  - Miglior regista a Eli Roth
  - Migliore sceneggiatura a Eli Roth
- 2007 – Empire Awards
  - Miglior film horror
- 2006 – Golden Trailer Awards
  - Candidatura per il miglior horror
- 2006 – MTV Movie Awards
  - Candidatura per la performance più terrorizzante a Derek Richardson
- 2006 – Teen Choice Awards
  - Candidatura al miglior film thriller
  - Candidatura al miglior urlo a Jay Hernandez

## Controversie
La realizzazione del film è stata accompagnata da forti critiche da parte della Slovacchia e della Repubblica Ceca. Funzionari slovacchi furono disgustati dalla rappresentazione del film del loro Paese come sottosviluppato, povero, dalle terre incolte e sofferente per una criminalità diffusa, per la guerra e la prostituzione, temendo che tutto ciò avrebbe potuto "danneggiare la buona reputazione della Slovacchia" dando l'impressione agli stranieri che fosse un luogo pericoloso. L'ufficio del turismo della Slovacchia invitò Roth nel loro Paese, affinché potesse vedere che non era composto di fabbriche e di bambini che uccidono per della gomma da masticare.
Tomáš Galbavý, membro del Parlamento Slovacco, commentò: "Sono offeso da questo film. Penso che tutti gli Slovacchi dovrebbero sentirsi offesi". In sua difesa, Roth ha dichiarato che il film non voleva essere offensivo, sostenendo che gli "Americani non sanno nemmeno dell'esistenza di questo Paese. Il mio film non è un'opera geografica, ma si propone di mostrare l'ignoranza degli Americani sul Mondo che li circonda". Roth ha ripetutamente affermato che nonostante l'esistenza del film Non aprite quella porta (il cui titolo originale è The Texas Chain Saw Massacre) e i suoi numerosi seguiti, la gente continua ad andare in Texas.

## Sequel
Nel 2007 è uscito il sequel, Hostel: Part II, sempre diretto da Eli Roth. Nel 2011 è uscito Hostel: Part III diretto invece da Scott Spiegel.